# Сіргова
Сіргова (ест. Sirgova), також Сіркова, Шіркова, Сіргува, Лайкюла, Шірково — село в Естонії, входить до складу волості Меремяе, повіту Вирумаа.